# Francis Narh
Francis Narh (Accra, 18 aprile 1994) è un calciatore ghanese, attaccante dello Xorazm.

## Caratteristiche tecniche
Prima punta, all'occorrenza può giocare come esterno d'attacco su entrambe le fasce.

## Carriera

### Club
Nella stagione 2013-2014, dopo aver segnato 8 reti in 16 presenze nella prima divisione con il Tema Youth nell'annata precedente, ha giocato 6 partite nella prima divisione tunisina con la maglia del Club Africain; successivamente si è trasferito in Europa, dove prima ha segnato 7 reti in 46 presenze nella prima divisione ceca con il Baník Ostrava e poi ha segnato 4 reti in 54 presenze nella prima divisione bulgara con il Levski Sofia, club con il quale ha anche totalizzato complessivamente 6 presenze ed una rete nei turni preliminari di UEFA Europa League. Successivamente ha giocato anche nella prima divisione cipriota con il Doxa Katōkopias e, con un intermezzo senza presenze in competizioni ufficiali nella seconda divisione turca al Karabükspor, anche in quella bielorussa con lo Slavija-Mazyr. Nel 2022 si trasferisce in Asia, andando a giocare nella prima divisione uzbeka con il Bunyodkor; nel 2023 passa alla Dinamo Samarcanda, nella seconda divisione uzbeka, con cui al termine della stagione ottiene la promozione in prima divisione.

### Nazionale
Nel 2013 ha conquistato un terzo posto ai Mondiali Under-20.